# A Torre Negra
A Torre Negra, no original, The Dark Tower, é uma série literária do escritor americano Stephen King. Misturando alta fantasia, faroeste,  ficção científica e terror numa narrativa que forma um mosaico da cultura popular contemporânea, o enredo segue um "pistoleiro" e sua busca em direção a uma torre, a Torre Negra, cuja natureza é tanto física quanto metafórica.
Considerada a magnum opus do escritor, levou trinta e três anos para ser concluída - de 1970 a 2003 - e em 2010 havia alcançado a marca de 30 milhões de exemplares vendidos. Os volumes da série incluem os romances "O Pistoleiro", de 1982, "A Escolha dos Três", de 1987, "As Terras Devastadas", de 1991, "Mago e Vidro", de 1997, "Lobos de Calla", de 2003, "Canção de Susannah" e "A Torre Negra", de 2004, e "O Vento pela Fechadura", de 2012, além do conto estendido "The Little Sisters of Eluria", publicado em 1998.
A saga é inspirada no universo imaginário do inglês J. R. R. Tolkien (1892-1973), no poema épico do século XIX "Childe Roland à Torre Negra Chegou" escrito por Robert Browning (1815-1889), e é repleta de referências à cultura pop, às Lendas Arturianas e ao cinema faroeste.

## Criação

### Desenvolvimento
Stephen King começou a escrever a coleção quando ainda era um estudante universitário, na década de 1970. O primeiro volume, O Pistoleiro, foi publicado inicialmente em capítulos na revista de ficção científica The Magazine of Fantasy & Science Fiction. Relançado em 1982 em forma de livro, foi seguido por seis outros romances. Em 2003, o primeiro volume ganhou uma edição revista e expandida.
Desde seu lançamento, a série vem reunindo milhares de fãs no mundo todo, e é considerada por muitos leitores e críticos a obra mais importante do escritor norte-americano. Alguns casos demonstram a devoção de admiradores para com A Torre Negra. Em 1998, por exemplo, Stephen King recebeu a carta de uma senhora idosa em fase terminal de câncer; ela implorou para que o autor revelasse o desfecho da série e prometeu não contar a mais ninguém. No ano seguinte, outro leitor à beira da morte fez o mesmo pedido. King se surpreendeu com as cartas. Não revelou, porém, o final da série, porque nem ele, até então, sabia como terminaria. Quando o autor sofreu um acidente de carro em 1999, alguns temeram nunca vê-lo concluir a série.

### Continuação
Embora a série tenha sido declarada oficialmente concluída com a publicação do sétimo volume (A Torre Negra) em 2004, em uma entrevista de março de 2009 King fez uma declaração descrevendo uma ideia que ele havia tido recentemente para uma nova história; de acordo com ele, o pensamento era de um novo romance para a série A Torre Negra. A respeito da saga, King acrescentou: "Ainda não está realmente pronta. Estes sete livros são realmente seções de um longo super romance".
O tomo, intitulado The Dark Tower: The Wind Through the Keyhole (na edição do Brasil: A Torre Negra: O Vento pela fechadura) foi anunciado no site oficial de Stephen King em 10 de março de 2011, tendo sido lançado em edição especial em 21 de fevereiro de 2012 e publicado oficialmente em 24 de abril do mesmo ano - com versões em ebook e audiobook. King observou que a história do romance está situada entre o quarto e o quinto livros da série, e conta o que aconteceu ao Ka-tet antes de chegar à cidade de Calla; a versão americana da obra é menor do que o segundo livro, porém maior do que o primeiro. De acordo com Philippa Pride, editor britânico de Stephen King, The Wind Through the Keyhole pode ser lido sozinho, sem o conhecimento prévio dos demais livros. Já está a venda nas livrarias do Brasil com o título "A Torre Negra: O Vento Pela Fechadura.

Capa do livro Sob a Redoma

### Conexões com outros livros de King
As histórias de A Torre Negra possuem conexões com outras obras de King, entre elas:[carece de fontes?]
- It
- Carrie, a Estranha
- A Dança da Morte
- O talismã
- A Hora do Vampiro
- Saco de Osso
- A Casa Negra
- Insônia
- Rose Madder
- Buick 8
- Christine
- O Iluminado
- Celular
- O Cemitério
- Cão Raivoso
- Sob a Redoma
- Os Olhos do Dragão

## Em outras mídias

A Torre Negra (pôster promocional)

### Adaptação cinematográfica e televisiva
Em 2010, Universal Pictures e NBC chegaram a confirmar um megaprojeto que envolveriam três filmes e uma série de TV com duas temporadas para adaptar os livros de A Torre Negra. Ron Howard seria o produtor e o diretor do primeiro filme, enquanto Javier Bardem seria o protagonista Roland Deschain. Contudo, devido ao alto custo da produção, cerca de 200 milhões de dólares, a super produção foi considerada muito arriscada e o estúdio desistiu de filmá-la.
Em 2017, é lançado o filme The Dark Tower (pt/br A Torre Negra), estrelado por Idris Elba como Roland Deschain e Matthew McConaughey como Walter Padick. O filme não adapta nenhum livro da série e tem apenas vagas inspirações dos dois primeiros livros.

### Quadrinhos
Existe ainda uma versão da série em quadrinhos, lançada a partir de 2007 nos Estados Unidos pela Marvel Comics. No Brasil, Panini Comics é a responsável pela publicação.
Abaixo, o histórico de edição das revistas.
| Título original        | Data de publicação     |
| ---------------------- | ---------------------- |
| The Gunslinger Born    | 7 de fevereiro de 2007 |
| The Long Road Home     | 5 de março de 2008     |
| Treachery              | 10 de setembro de 2008 |
| The Fall of Gilead     | 13 de maio de 2009     |
| Battle of Jericho Hill | 3 de dezembro de 2009  |